# Agrotis arenarius
Agrotis arenarius är en fjärilsart som beskrevs av Kenneth Neil 1983. Agrotis arenarius ingår i släktet Agrotis och familjen nattflyn. Inga underarter finns listade i Catalogue of Life.